# Patrick Lemarié
Patrick Lemarié (Parigi, 6 febbraio 1968) è un pilota automobilistico francese.
Ha partecipato alle competizioni più importanti come 24 Ore di Le Mans, American Le Mans Series, l'Indy Pro Series e il Champ Car Atlantic Championship. 
In Formula 1 è stato test driver dal 1999 al 2002 per la British American Racing.